# 日中関係史
日中関係史（にっちゅうかんけいし、簡体字: 中日关系史; 繁体字: 中日關係史、英語: History of China–Japan relations）においては、日本と中国にあった歴代の王朝、大陸統治時代の中華民国と、現在中国大陸に存在する「中華人民共和国」との関係 (en) の歴史を解説する。なお本項では、台湾にある現在の中華民国との関係についても言及するものとする。

## 両国の比較
|              | 日本                                        | 中国                                                                                   |
| ------------ | ------------------------------------------- | -------------------------------------------------------------------------------------- |
| 人口         | 1億2414万人 （2024年）                      | 14億4349万人（2021年）                                                                 |
| 面積         | 37万7975 km2                                | 960万km2                                                                               |
| 首都         | 東京                                        | 北京                                                                                   |
| 最大都市     | 東京都区部（東京23区）                      | 上海                                                                                   |
| 特別行政区   | なし                                        | 香港、マカオ                                                                           |
| 政体         | 議院内閣制 立憲君主国                       | 一党独裁制 党総書記制 人民共和国                                                       |
| 政府         | 日本国政府                                  | 中華人民共和国政府                                                                     |
| 政権         | 自公連立政権                                | 習近平政権                                                                             |
| 内閣         | 第2次石破内閣                               | 第1次李強内閣                                                                          |
| 行政府       | 内閣                                        | 国務院                                                                                 |
| 立法府       | 国会（参議院及び衆議院）                    | 全国人民代表大会（常務委員会）                                                         |
| 司法府       | 最高裁判所                                  | 最高人民法院                                                                           |
| 君主         | 天皇：徳仁                                  | なし（共和制）                                                                         |
| 国家元首     | 不特定                                      | 不特定                                                                                 |
| 最高指導者   | 内閣総理大臣：石破茂                        | 中国共産党総書記：習近平                                                               |
| 最高指揮官   | 内閣総理大臣：石破茂                        | 中央軍事委員会主席：習近平                                                             |
| 首相         | 内閣総理大臣：石破茂                        | 国務院総理：李強                                                                       |
| 副首相       | なし                                        | 国務院副総理：丁薛祥、何立峰、張国清、劉国中                                           |
| 与党         | 自由民主党・公明党（自公連立政権）          | 中国共産党（憲法上の永久与党）                                                         |
| 与党党首     | 自由民主党総裁：石破茂 公明党代表：斉藤鉄夫 | 中国共産党総書記：習近平                                                               |
| 公用語       | 指定なし（事実上日本語を用いる）            | 中国語                                                                                 |
| GDP（名目）  | 4兆231億7300万米ドル（2023年）              | 17兆7011億米ドル（2023年）                                                             |
| 防衛費       | 491億米ドル（2020年）                       | 2523億米ドル（2020年）                                                                 |
| 軍事         | 日本国憲法第9条、平和主義                   | 大量破壊兵器を保有・第3位の核兵器を保有                                                |
| 軍隊         | 自衛隊                                      | 中国人民解放軍                                                                         |
| 核兵器       | なし                                        | 保有                                                                                   |
| 核ミサイル数 | なし                                        | 500                                                                                    |
| 外交の影響力 | G7加盟国 G20加盟国                          | 一帯一路の盟主 上海協力機構の盟主 非同盟運動加盟国 五大国 国連安保会の理事国 G20加盟国 |

## 先史
日本列島は更新世末期から完新世初期にかけての氷期の終了に伴う海水の浸入によってユーラシア大陸から切り離されるまでは、同大陸とは地続きであったと考えられている。日本人の祖先にあたる人々の中には、アフリカから現在の中国大陸を経由して渡ってきた人々も含まれているものと見られている。

## 古代

### 倭国と漢王朝

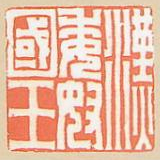
漢委奴國王印文

中国の文献に初めて倭国の記述が見られるようになるのは『漢書』における「地理志」の中である。紀元前1世紀ごろの倭は100国あまりの小国分立の状態であり、朝鮮半島にあった楽浪郡に使者を定期的に派遣して貢物を献上していた。
また『後漢書』における「東夷伝」は、1 - 2世紀ごろの倭の様子を記している。57年に奴国の使者が洛陽に赴いて後漢の初代皇帝である光武帝から印綬を授けられた。それが、江戸時代に志賀島から発見された「漢委奴國王」と刻まれた倭奴国王印だとされる。また、107年には倭の国王である帥升らが160人の奴隷を安帝に献上した。これらは、後漢と冊封関係にあった小国が、九州北部に存在したことを示している。

### 倭国と魏王朝
『三国志』の中の「魏志倭人伝」によると、3世紀ごろの倭の様子は帯方郡の海の向こうに邪馬台国があって内紛状態にあった。しかし、卑弥呼が女王になると祭政一致で国をうまく治めた。239年には、卑弥呼が魏に朝貢して「親魏倭王」が刻まれた金印と銅鏡を授かった。卑弥呼が死んだ後、国は再び乱れたが13歳の壱与を女王にして平安を保った。

### 大和政権と南北朝時代
その後約150年にわたり中国の史書には倭に関する記述がない。4世紀ごろの日本は、大和政権による支配体制が確立した。5世紀に入ると、いわゆる倭の五王（讃・珍・済・興・武）の遣使が行なわれ、各々が南朝の宋に朝貢していたことが『宋書』倭国伝に記してある。6世紀になると、百済から五経博士が渡来して儒教が伝わる。仏教もこの頃に伝わり、崇仏の是非を巡って蘇我氏と物部氏の武力闘争に発展する。589年に北周を継承した隋が魏晋南北朝時代を終わらせると、朝鮮半島経由の間接受容から中華文化の直接受容を画策するようになる。

### 朝廷と隋王朝

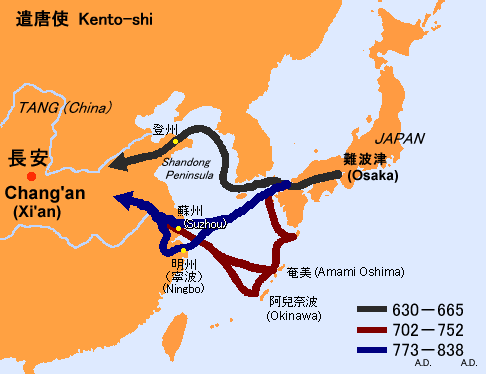
遣唐使の航路

600年に多利思北孤が遣隋使で派遣されたと『隋書』「卷八十一 列傳第四十六 東夷 俀國」には記されているが、『日本書紀』にはこれに関する記述はない。一般的に有名な小野妹子の遣隋使節派遣は607年である。遣隋使は合計5回派遣された。度重なる高句麗遠征に失敗した煬帝が618年に殺害されて中国大陸では混乱状態が続く。

### 朝廷と唐王朝
しかし、唐の第二代皇帝の李世民によって「貞観の治」が訪れる。630年に遣唐使として犬上御田鍬が派遣された。また、唐からは高表仁が来朝、冊封関係を要求したが朝廷はそれを拒否している。608年の遣隋使派遣に参加した者たちの帰国が632-640年に実現し、その内の僧旻・高向玄理は中大兄皇子の政治顧問(国博士)として645年からの大化の改新に貢献した。658年の阿倍比羅夫による蝦夷征伐を経て、朝廷は唐とその冊封関係にあった新羅による侵略で660年に滅亡した百済の復興をめざして唐の水軍と干戈を交えることになるが、663年の白村江の戦いで敗北を喫した。それ以後、朝廷は「安全保障」に目覚め北九州に防人、大宰府に水城をそれぞれ設置する。庚午年籍の作成を命じた天智天皇の皇位継承を巡って672年に壬申の乱が起きて、翌673年に天武天皇が即位すると天皇を中心とした中央集権体制が確立して「皇親政治」の時代が始まる。
「武韋の禍」で混乱していた唐との交流は701年から再開、唐への朝貢は続けることで日本という国号が認められ、大宝律令の完成で日本の律令国家体制が確立していく。多くの留学生（るがくしょう）・留学僧を唐に派遣し、唐の先進文化を吸収する一方で緊迫した東アジア情勢を把握することも遣唐使派遣の目的になっていく。唐の開元通宝を手本に和同開珎の鋳造が始まり、平城京は唐の長安を手本に整備された。阿倍仲麻呂・吉備真備・玄昉・井真成などが717年の遣唐使に随行し唐の文化を総合的に学ぼうとする態度が見受けられ、唐からは753年に鑑真らが遣唐使船で来朝して天平文化が花開く。しかし、755年に始まった節度使安禄山が蜂起した安史の乱によって8世紀の後半には均田制・租庸調制が崩壊するなど唐の国家財政を圧迫し、両者とも帰国を断念する傾向も生まれたが、804年の遣唐使派遣で随行した最澄・空海は帰国後に日本的な仏教の基礎を作り上げた。また、この頃になると短期で唐へ留学するものも現れたが875年の黄巣の乱で唐が実質的に崩壊すると、菅原道真は894年に遣唐使を廃止する建議を出した。10世紀の日本は藤原氏北家による摂関政治と国風文化が全盛時代を迎えるが、当時の平安貴族の間では白居易の『白氏文集』や『文選』などの漢籍は必須の教養とされていた。遣渤海使が811年に、渤海使が926年に終わると朝廷は対外消極策を採っていく。日本国内では荘園が発達し、地方の乱れが顕著になると武士が頭角を現し始めていった。一方、中国大陸は群雄が割拠する五代十国時代を迎える。以後は、少なくとも935年から957年にかけて呉越が日本との間に正式に国交を開き、往時ほどではないものの多少の貿易があった。また、遼と日本との間にも、僅かながらに私貿易が行われた。

## 中世

### 平氏政権と宋王朝
960年、後周を引き継いで文治主義的な北宋が建国されたが、朝廷は大宰府を通しての限定的な交流を続けた。私貿易（＝密貿易）が博多や敦賀で行なわれるようになっていた。その貿易に目をつけたのが、当時越前守であった平忠盛であった。肥後・美作・播磨の守を歴任してきた忠盛は瀬戸内海の輸送路を掌握し、舶来品を院に進呈し、近臣として認められるようになっていく。1127年の靖康の変で北宋が滅亡すると、華南地方に南宋ができる。
1156年の保元の乱と1159年の平治の乱で平氏が台頭すると、平氏政権は開国的な政策をとって日宋貿易を切り開いた。この頃になると大宰府は衰微しており、平忠盛の子である平清盛は摂津の大輪田泊の修築などを行って、日宋貿易を盛んに推進した。この貿易によって大量の宋銭が日本に流入し、日本は貨幣経済の時代を迎えるようになった。また、栄西・道元らの禅宗や茶もこの時期に伝えられた。平氏の繁栄に反発して源氏が挙兵、平清盛が急死すると平氏は都を追われ1185年に壇ノ浦の戦いで源氏に敗れる。

### 鎌倉幕府と元王朝

文永の役における鳥飼潟の戦い。元軍に突撃する竹崎季長と応戦、敗走する元兵。（『蒙古襲来絵詞』前巻・絵7・第23紙）

平氏・奥州藤原氏が滅亡、後白河法皇が死去した後、源頼朝は征夷大将軍に就任して鎌倉幕府を開く。御家人は京都守護や鎌倉番役を務めることによって鎌倉殿に奉公をする。それに対して御家人は鎌倉将軍から御恩を授かるといった主従関係があった。一方で、西日本を支配する朝廷と東日本を支配する鎌倉幕府が対立するという公武二元支配の構造によって、守護・地頭と国司・荘園領主の対立が浮き彫りになった。頼朝の死後は北条氏が台頭して、執権政治が始まる。1221年の承久の乱によって執権の補佐役である連署が設置され、京都には六波羅探題が設置された。

#### 元寇
元朝は高麗（現在の朝鮮半島）制圧後、皇帝クビライの意向もあり日本列島への侵攻を計画した。
クビライは1268年に複数の使節団を日本に送り込み、日本の「大王」に対して元朝に臣従することを求めた。この使節団が無視もしくは追い返されたことで、フビライは1274年10月に船900艘、兵士20,000人からなる軍隊を送り込み、対馬海峡を通って対馬へと侵攻を開始した。
13世紀後半、モンゴル帝国は高麗を通して日本に服属を求め、使者を6回送るが朝廷はこれを黙視した。1271年にクビライ・カアンが大都に遷都して元を建てると北条時宗は異国警固番役を設置して元の襲来に備えた。1274年、元は高麗との連合軍を形成して日本に侵攻（文永の役）。元・高麗連合軍は日本軍の激しい抵抗を受けて撤退を余儀なくされる。
日本側は蒙古再来に備え、九州に防塁を築き防衛力を強化すると同時に、逆に大陸への侵攻を計画したが、この計画は途中で頓挫した（鎌倉幕府の高麗遠征計画）。
1度目の侵攻である文永の役では、対馬と壱岐を制圧して博多湾へと上陸して博多の町を焼き討ちしたが、撤退途中には日本人が後に神風と呼んだ暴風雨の影響を受けて船団が崩壊するなどして失敗に終わった。
1279年に元は南宋を滅ぼし、華北の漢人・華南の南人とモンゴル民族の差別化を図った。そして1281年に元は高麗・旧南宋軍と共に連合軍を組んで日本の再侵攻を試みるが、 志賀島の戦いや壱岐島の戦いで日本軍に撃退され、さらに鷹島沖海戦の後に台風によって大損害を受け、日本軍によって掃討され壊滅し、再び失敗に終わった。大勝した鎌倉幕府は、直ちに大陸への逆侵攻を再び計画したが、この計画も実行されなかった。
こうした二度に渡る元寇を受けて鎌倉幕府は1293年に鎮西奉行を九州に設置して、西日本における統制力の強化に乗り出した。一方で、元寇で軍役に就いた御家人への十分な恩賞給与がなされなかったため、御家人たちは貨幣経済が発達していた中で戦費に窮迫して借金に苦しむようになった。そこで鎌倉幕府は1297年に永仁の徳政令を発布して御家人の所領の質入や売却の停止を促したため、結局御家人の救済には至らず御家人の鎌倉幕府に対する不満は高まるばかりであった。
クビライは日本侵攻を試みて政治的な緊張を孕みつつも、民間の経済交流は認めていた（日元貿易）。それでも日本の大陸侵攻を恐れるあまり日本の商人と元の官吏との間で傷害事件も発生し、それが後の倭寇の出現の一要因にもなった。元寇後も日元貿易が継続していたが、元が明によって中国本土から追われると、両者の関係は途絶えることになる。鎌倉時代後期には寺社造営費を獲得するため、鎌倉幕府の公認のもと寺社造営料唐船が派遣された。北条時宗の死去で権力を握た得宗は、武士層が信仰した禅宗を保護したため、民間の渡来僧は貿易船に便乗して来日した。また、朝廷内では後嵯峨天皇の皇位継承と荘園の相続を巡って持明院統と大覚寺統の両統迭立で紛糾が続いていたが、大覚寺統の後醍醐天皇が即位して討幕運動が始まるも失敗、代わって武士の足利尊氏や新田義貞によって鎌倉幕府は1333年に滅亡する。

### 室町幕府と明王朝

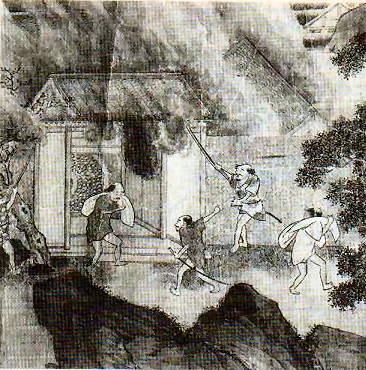
倭寇

こうして天皇親政が復活するかに見えたが、二条河原の落書からも分かるように建武の新政は不安定であった。持明院統が建武式目を制定して1338年に足利尊氏を征夷大将軍に任命すると、大覚寺統は吉野へ南下して北朝と対峙する南北朝時代が到来する。しかし、新田義貞の戦死と後醍醐天皇の病死で南朝は衰退していく。日本の海賊である倭寇が朝鮮半島南岸に次いで中国大陸沿岸の山東から浙江にかけてを襲撃するようになるはこの頃からである。前期倭寇 は日本人が中心で、元寇に際して元軍とその支配下にあった高麗軍によって住民を虐殺された対馬・壱岐・松浦・五島列島などの住民が中心であり、「三島倭寇」と総称された。この海賊行為は、元寇に対する地方の私軍による復讐の意味合い、および、再度の侵攻への予防という側面もあったと考えられる。また、これらの地域では元寇による被害で労働力不足に陥り農業生産力が低下したために、これを補完する目的があったとも考えられている。
中国大陸では白蓮教徒による紅巾の乱を経て1368年に洪武帝が明を建国し、海禁政策によって朝貢貿易のみを許可することとした。日本に対して倭寇討伐の要請をするため九州で勢威を振るっていた南朝の征西将軍懐良親王に使者を派遣する。しかしその後九州探題の今川貞世により九州の南朝勢力が駆逐され、1368年、第3代将軍の足利義満の時に南北両朝廷は和睦を結び、1392年には南北朝が合一するため洪武帝は日本との冊封関係を結べなかった。しかし、1401年に義満が僧の祖阿・商人の肥富を遣明船で明に派遣すると、靖難の変で即位した永楽帝は1404年に足利将軍を「日本国王」として冊封し、永楽帝は義満を評価しており、その死の翌年に弔問使を日本につかわし「恭献」という諡を送っている。日本人で外国から諡号を贈られたのは義満が最初で最後である。この関係は義満の跡を継いだ足利義持が1411年に明の使者を追い返すまで続いていた。室町幕府は明皇帝に対して朝貢する形式で日明貿易を限定的に開始する。1404年以降は日本に対して交付される貿易許可証である勘合符を遣明使船に所持させる勘合貿易の導入で倭寇の取締りが容易になった。1411年に朝貢形式は屈辱的として足利義持が日明貿易を停止したりするが、1432年に足利義教が貿易を再開させて1549年まで19回に渡り行われる。日本からの輸出品は、硫黄・銅などの鉱物、扇子・刀剣・漆器・屏風などであり、輸入品は、永楽通宝・生糸・織物・書物などであった。輸入された織物や書画などは北山文化や東山文化など室町文化にも影響を与えた。
室町幕府は三管領・四職の政治構造で運営されていくことになるが、守護大名の成長が著しく守護領国制が確立していく。1449年に足利義政が第8代将軍に就くとその悪態ぶりと次期将軍を巡って1467年からの応仁の乱で守護大名が東西に分裂、地方では農民による土一揆・国一揆・一向一揆などの反乱が頻発し、下克上の戦国時代の幕が開くことになる。遣明船派遣の権利を巡っては、博多商人の大内氏と堺商人の細川氏が対立することになるが1523年の寧波の乱の結果、大内氏が権益を握り1536年に大内義隆が遣明船派遣を再開する。その一方でヨーロッパ人が日本近海へ訪れるようになり、1543年に鉄砲が種子島に伝来するとポルトガル・スペインとの南蛮貿易が始まり、イエズス会のフランシスコ・ザビエルが1549年にキリスト教を伝える。その結果キリシタン大名が出現し天正遣欧使節が派遣されたりする。1551年、大内氏が滅亡すると遣明船派遣は途絶える。王直など明の密輸商が中心の後期倭寇による密航貿易が中心となっていった。

## 近世

### 豊臣秀吉と明王朝
1573年に室町幕府を京都から追放させた織田信長は延暦寺を焼き払うなど寺社勢力に対しては、政教分離の方針で臨み、また、キリスト教に対しては寛容な政策を採った。信長は本能寺の変で自害、その後山崎の戦いで明智光秀を討って信長の政策を継承した豊臣秀吉は荘園を完全に消滅させ、刀狩で兵農分離を明確にして、生野銀山・石見銀山などの鉱山を直轄した。1587年の九州征伐後はバテレン追放令でキリスト教を禁止とするも、南蛮貿易は積極的に続けた。また、秀吉は日本人の海外交易を統制し、倭寇を禁圧する必要から、1592年に初めて朱印状を発行してマニラ・アユタヤ・パタニになどに派遣したとされる。
日本を統一した秀吉は「征明」を企て、対馬の宗氏を介して明と冊封関係にあった李氏朝鮮に征明への協力を求めたが交渉は決裂したため、1592年に朝鮮半島への侵攻を開始した(文禄の役)。日本軍が平壌を占領しようとすると、明は朝鮮からの要請に応じて、明は平壌を「朝鮮の地であるが、明の領内でもある」とし、明軍の派遣を決定する。明・朝鮮連合軍と日本軍は幾多の戦いを経て膠着。一時休戦をして明との講和を試みるが、交渉は決裂する。秀吉は、1597年の慶長の役で再び出兵するが、翌年に秀吉が死んで日本側は撤兵する。

### 徳川家康と明王朝

朱印船

秀吉の死で幼少5歳であった息子の秀頼を五大老が補佐する体制が敷かれる。その中で台頭したのが徳川家康であった。1600年に豊後に漂着したオランダ船に乗り組んでいたヤン・ヨーステンとウィリアム・アダムスを家康は貿易・外交顧問として雇い南蛮貿易を積極的に奨励した。同1600年の関ヶ原の戦いで石田三成が率いる西軍に勝利した家康は、1603年に征夷大将軍に就任して江戸幕府を開く。太平の世の到来で高級衣料である支那絹に対する需要が増大し、明産などの輸入生糸を糸割符仲間に独占購入・販売させる糸割符制を導入、朱印船貿易を実施した。これ以後、1635年まで350隻以上の日本船が朱印状を得て海外に渡航した。明からも民間人が多数来日し、九州を中心に唐人町が形成された。しかし、かつて倭寇に苦しんだ明は日本船と明船の出入港を禁止、文禄・慶長の役で険悪な関係となってからはなおさらであった。両商船は明国官憲の監視が及ばない東南アジア諸港へ合法的に赴いて彼の地で合流、「出会貿易」で明産の生糸や絹を売り買いしていた。明製品以外にも武具に使用される鮫皮や鹿皮、砂糖など東南アジア産品の輸入も行われた。日本からは銀・銅・銅銭・硫黄・刀などの工芸品が輸出された。当時、明では銀が不足していたため朱印船の主要な交易相手である明商人は銀を欲した。しかも当時、日本では石見銀山などで銀が盛産されており、決済手段として最も適していた。
家康は将軍職の世襲制を敷いて1605年に息子の秀忠に職位を譲り、自らは大御所として振舞う。また、薩摩藩の島津氏は武力により首里城を開城させ琉球王国を支配下に置き、廃藩置県後の琉球処分まで琉球は日明（日清）両国に属することになる。1612年に直轄領で禁教令が、翌年には全国へ適用範囲が広がった。大坂の陣で「豊臣氏を滅ぼした」翌年1616年に家康は死去する。

### 江戸幕府と清王朝

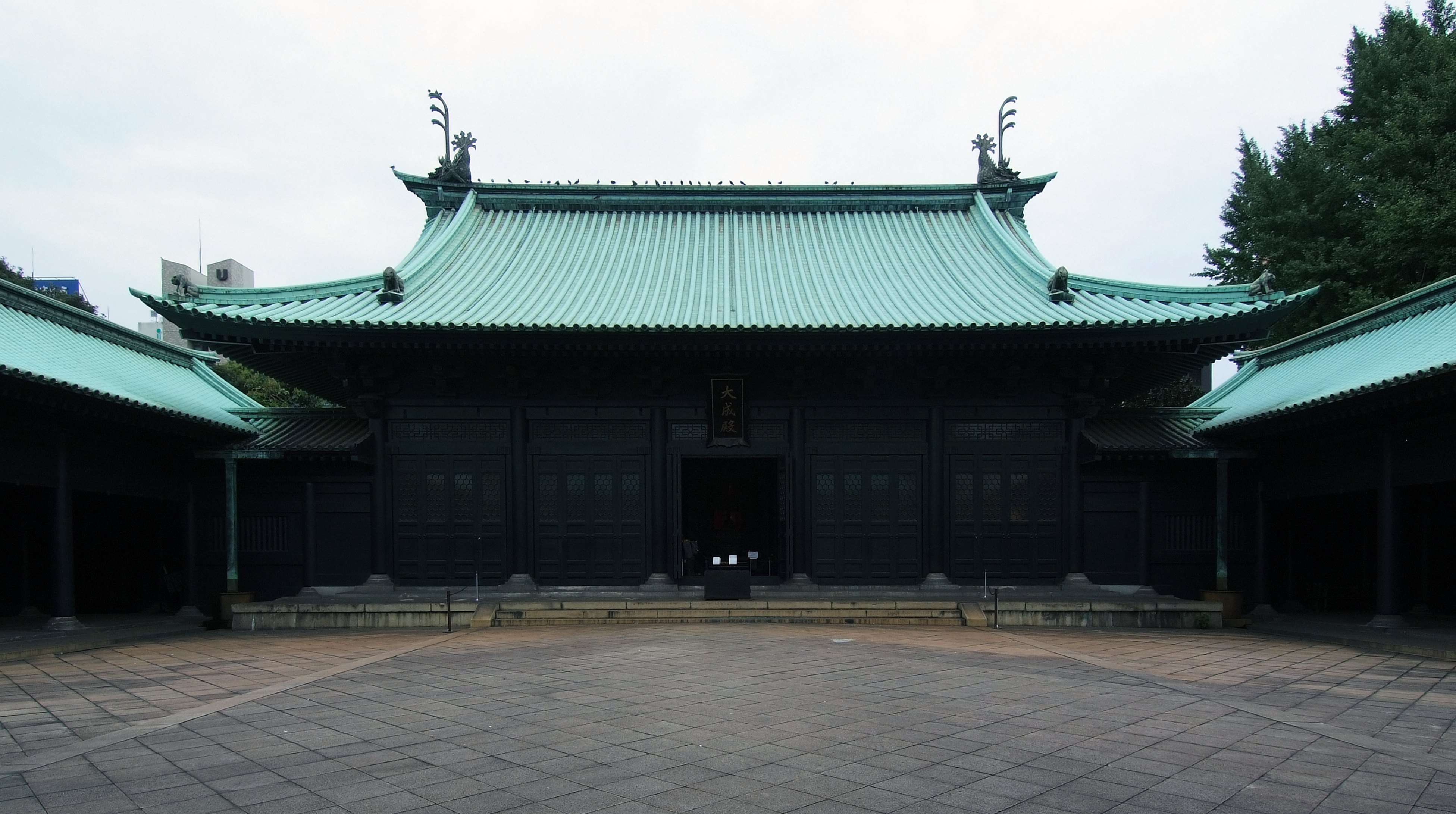
湯島聖堂

前述のとおり、徳川家康から徳川秀忠の時代にかけては、江戸幕府は明との国交回復及び勘合貿易の再開をもくろんだ。しかし、倭寇や文禄・慶長の役の経緯から日本に警戒心を持つ明に断られ失敗した。徳川家光が3代将軍に就任する頃になると幕藩体制が整うと、江戸幕府は日本を中心とした華夷秩序の編成をもくろみ、海禁（「鎖国」）政策を確立していく。1633年、幕府は長崎奉行に対して、老中が発行する奉書を持つ船以外の海外渡航や帰国を禁止する第一次鎖国令を発令し、1635年にはすべての日本人の東南アジア方面への海外渡航と帰国を禁止する第三次鎖国令が発令されて朱印船貿易は終末を迎えた。1641年にオランダの商館を平戸から出島に移転させることによって、江戸幕府は「鎖国」を完成させた。
一方中国東北部では、1616年にツングース系の女真族が後金を打建て、1636年には清と国号を改め、李氏朝鮮を服属、自らを満洲族と称した。1644年に明を滅ぼし、中国全土を支配下に置いた。その後も明の残党勢力らによる反乱が続いたが、台湾に逃れて抵抗していた鄭成功一族も1683年に滅ぼして台湾を領有することに成功、清は康熙帝・雍正帝・乾隆帝と最盛期を迎える。しかしマテオ・リッチらによるキリスト教伝授などの影響を受けて、1796年から白蓮教徒の乱が起きるとそれを鎮圧するのは漢民族によって組織された郷勇であった。この頃から清は衰退傾向にあったと言える。
「鎖国」政策の中で、オランダ・李氏朝鮮・琉球・蝦夷地と共に交流を続けた清は出島・対馬・琉球・松前を通した定高貿易を行った。江戸幕府は4代将軍家綱の頃から文治政治への転換を図り、1630年に輸入が禁止されたキリスト教関係の書籍を除いて多くの漢籍が輸入された。儒学を研究する木下順庵ら儒学者は待遇を受け、1690年に林羅山は上野にあった孔子廟を湯島聖堂として新設し直したりして朱子学も発展した。大陸の考証学に先立って伊藤仁斎・荻生徂徠らによる古学が興ったり、国学者の本居宣長が「からごころ」に代わって「やまとごころ」を主張したりした。しかし、19世紀に入るとロシア帝国の外交官が通商を求めてきたり、大英帝国・アメリカ合衆国の軍艦が長崎港に侵入したりするようになって、米露の江戸幕府に対する開国要求が強まっていく。

## 清王朝統治時代

### アヘン戦争から日清修好条規へ

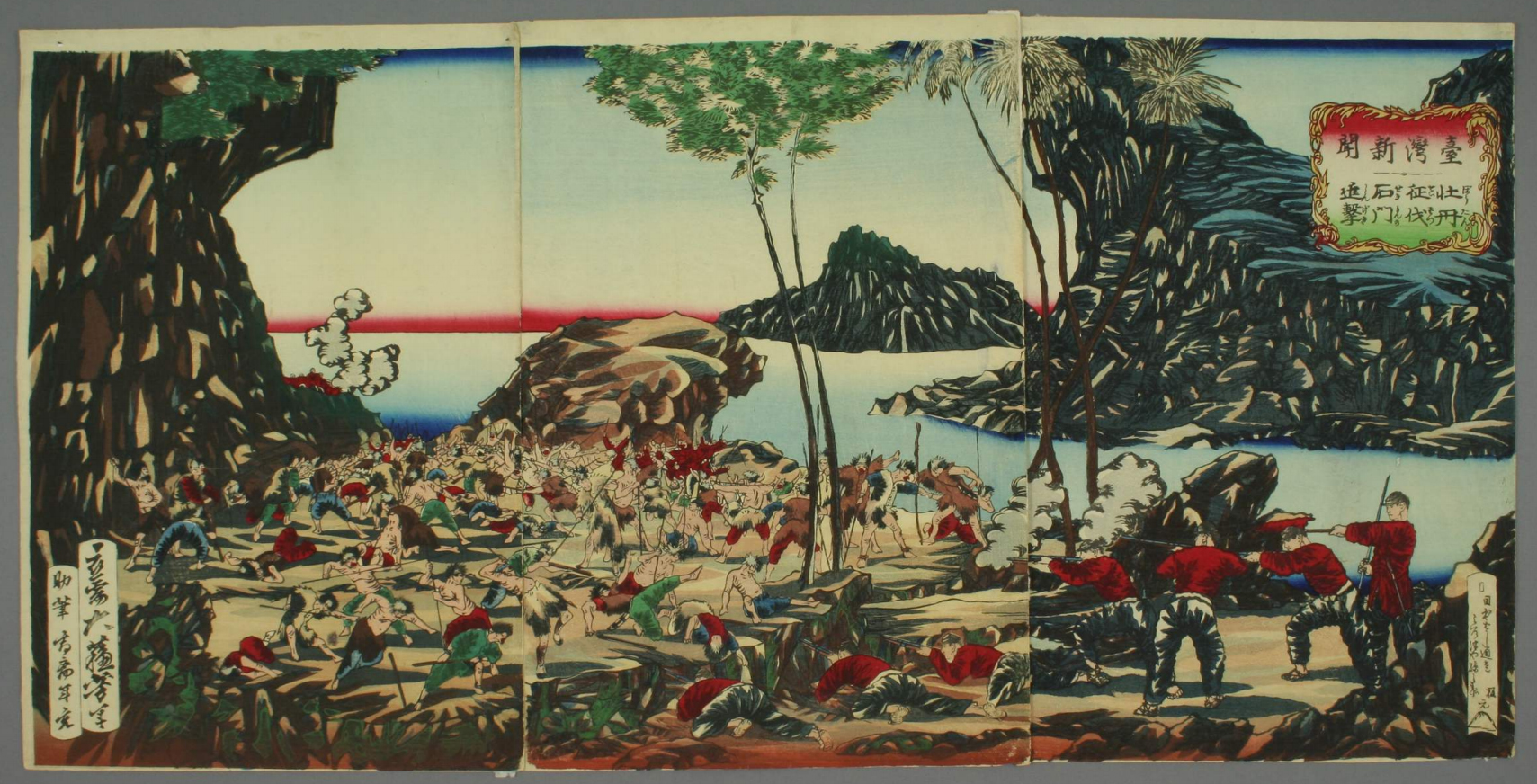
台湾出兵

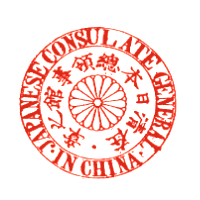
在清日本総領事館の印（明治時代初期）

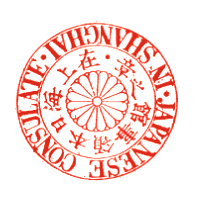
在上海日本領事館の印（明治時代初期）

明と同様に海禁政策を実施していた清は、貿易港を広州のみに限定して広東十三行と呼ばれる組合組織を通してのみ交易を許可した。それを不満としたイギリス帝国は外交交渉を試みるが清は朝貢伝統を固持したため、イギリスは東インド会社を活用して三角貿易を構築、清国内にアヘンを不正流入させた。清は林則徐を現地に派遣し徹底した取締りをしたため、イギリスは1840年にアヘン戦争を起こした。南京条約によって、香港がイギリスに割譲され、上海などの開港・公行の廃止・戦争賠償金の支払いが決まった。片務的最恵国待遇が適用され、清は列強と次々に不平等条約を結ぶことになる。それに対して洪秀全らが「滅満興漢」を唱えて太平天国の乱を起こすが、郷勇の曽国藩・李鴻章らや常勝軍がそれを鎮圧した。1856年に起きたアロー号事件などをきっかけに、イギリスはベトナムの保護国化を画策していたフランスと共同で清に対してアロー戦争を仕掛けた。清は再び圧倒的な差で敗れたが天津条約の批准に武力で反抗したため、ロシア帝国の仲介を経て北京条約を批准するに至った。 漢民族の曽国藩・李鴻章らは国家再建を祈願し「中体西用」を唱えて洋務運動を展開、清は「同治中興」の時期を迎える。厳復らによって多くの洋書が漢語に翻訳され、また同時に日本の翻訳書からの重訳も多々行われ和製漢語を中国側が逆輸入する現象が起きた。この頃、高杉晋作らは幕府船「千歳丸」で上海へ派遣されており、英仏による租界の実態や太平天国の世を視察した。これを契機に孔子孟子・諸葛亮・李白・杜甫・韓愈・白居易などを通して「聖人の国」として崇拝していた日本人の「支那」観が次第に蔑視化していくことになる。
1840年のアヘン戦争は江戸幕府に大きな衝撃を与えた。幕府は風説書や蘭学などを通してこの情勢を「近代的に分析」して、1825年に出した異国船打払令を天保の薪水給与令に緩和することを1842年に決めて鎖国体制が崩壊していく。1853年にペリーの浦賀来航で開国を迫られ、翌年からアメリカやそのほかの列強と次々に不平等条約を結ぶことになった。こうした井伊直弼の失態を受けて尊王攘夷が薩摩藩・長州藩から沸き起こり、1867年の大政奉還と王政復古の大号令で幕藩体制が終焉、明治維新の時代を迎えた日本は廃藩置県などの政策を実施して近代化の道を進んでいく。日本と中国大陸の関係も西洋帝国主義の潮流の中で構造変化が生じていく。
江戸幕府のころから「千歳丸」「健順丸」を派遣するなどして清との貿易が試みられていたが、清は一般化を拒絶していた。大政奉還後、1870年8月、明治政府も清に対して修交提議をしたが、やはり清はこれに応じなかった。しかし、李鴻章や曽国藩は近代国家として発展しつつある日本と通商を開くことの道理を説き、清はついに修交に決した。
かくして、1871年7月に伊達宗城と李鴻章の間で日清修好条規が調印された。これは日清相互に治外法権と領事裁判権を承認し合うことによる平等条約であり、ここに中華思想に基づく冊封・朝貢関係が崩壊し、近代的な国交関係が日清の間で確立した。日本側は特命全権公使に森有礼を任命して北京に派遣した。
1872年、日本寄港中の外国船に積み込まれた奴隷状態の清国人を日本政府が解放する（マリア・ルス号事件）。
1874年、台湾で琉球の漁民が殺害されたのを契機に日本軍が台湾出兵を行う。
1879年、琉球処分により琉球藩が沖縄県になった。

### 日清戦争と日露戦争

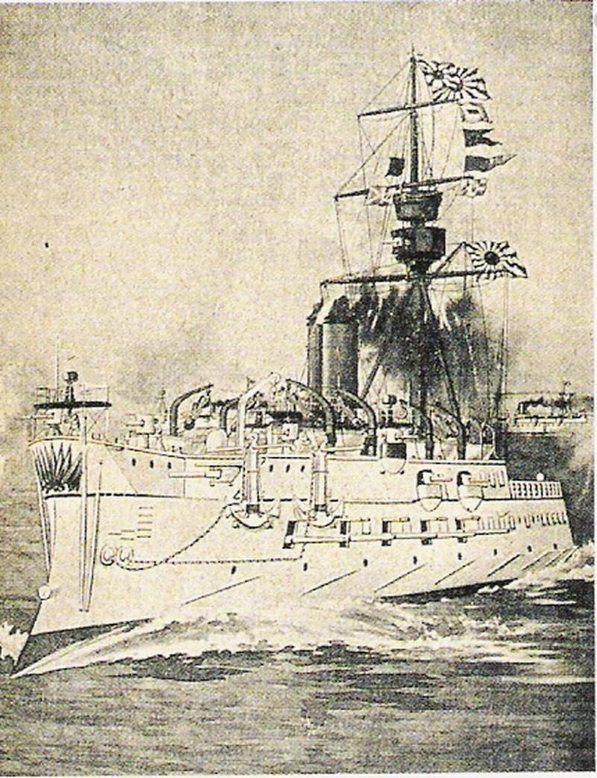
大日本帝国連合艦隊旗艦松島

朝鮮半島は東アジアにおいて古代より、地政学的に攻守上重要な位置を占めていた。日清の関係もまた朝鮮を巡って軍事衝突が避けられる情勢にはなかった。近代になると日本ではイギリス、フランス、ドイツ、ロシアなどをはじめとする欧米列強による帝国主義の脅威が迫るなかで、安全保障上の理由から、大陸からの玄関口である朝鮮半島（李氏朝鮮）に対し開国を求めた。李氏朝鮮は開国を否定し日本を仮洋夷（西洋に毒された国）として国交を断絶した。日本では、この開国拒否問題（仮洋夷問題）を発端に西郷隆盛・板垣退助・江藤新平らによる征韓論が展開。そして1875年の江華島事件を理由に日朝修好条規を要求し、李氏朝鮮を「開国させる」ことに成功した。日本は朝鮮の親日派勢力であった閔妃一族の内政改革派（維新派）を支持したため、1882年に親清派（保守派）の大院君が漢城に設置された日本公使館を襲撃、日清両国が軍事介入して壬午事変が起こった。清は事変の首謀者である大院君を拉致・抑留し、事変後に親清派に寝返った閔妃らが結成した事大党と協力し、朝鮮の政治・軍事の実権を掌握した。朝鮮での影響力が低下した日本は開化派の金玉均率いる独立党と手を組むことにする。1884年、清仏戦争の混乱に乗じて独立党が甲申事変といわれる事大党・閔妃に対するクーデターを計画、日本は独立党を支援したが袁世凱率いる清軍により失敗、翌1885年に伊藤博文と李鴻章の間で天津条約が結ばれ、日清両軍が朝鮮から撤退することが決まった。また将来、朝鮮の変乱に日清両国が出兵する場合は事前に相互通知することも決めた。1886年には長崎寄港中の清国北洋艦隊水兵によって暴動事件が引き起こされた（長崎事件）。
1894年に朝鮮半島で甲午農民戦争（東学党の乱）が起こると清は上述の天津条約に従って通知を行い李氏朝鮮に出兵、日本も出兵してそれが日清戦争に発展する。「眠れる獅子」と言われていた清は日清戦争で大敗し、翌1895年に下関条約で遼東半島・台湾を日本に割譲することや法外な戦争賠償金の支払いなどを認めた。これにより台湾に総督府が設置されることになり、日本の台湾統治が終戦まで続くことになる。自由民権運動が盛んになり、明治憲法も発布され、殖産興業も着実に進行し博覧会なども催されたが、その中の人類館での人種差別的な展示を巡って近隣アジア諸地域との間で問題がおきた。また、尾崎行雄は新聞記者として清に赴き、現地取材などを通して「支那の未開さ」を根拠に大陸侵攻を強く主張した。一方、内村鑑三は当初戦争に対して肯定的であったものの、後に「非戦論」を唱えるようになった。また、北一輝は亜細亜モンロー主義を掲げてアジアを開放するのは日本だと主張した。これらに対して、内藤湖南は支那文化の独自性に着目して京都帝国大学で支那学の発展に寄与した。
清国内では租界や租借地が形成されて「列強による分割」も加速度的に進行していた。それに取り残されていた米国のジョン・ヘイは門戸開放宣言を発し、中国の門戸開放・領土保全・機会均等を訴えて中国市場への介入を企てた。日本の明治維新を高く評価した黄遵憲の『日本国志』は、康有為らによる変法自強運動に大きな影響を与えたが、1898年に西太后による戊戌の政変が起きて沈静化した。1900年には、義和団が「扶清滅洋」を唱えて反帝国主義運動を展開した。清朝廷はこの北清事変を支持したが、満洲や朝鮮半島の利害を巡って対立していた日露や他の列強の八カ国連合軍による軍事介入と北京議定書によって外国軍が北京に駐留することになり、清は巨額の賠償金を請求されて弱体化する一方であった。
その後、ロシア帝国は満洲支配を強める傾向にあり桂内閣はロシア帝国の南下政策に共通の懸念を持っていた大英帝国と1902年に日英同盟を締結してロシア帝国との対決姿勢を整え、1904年に日露戦争を開始する。日本海海戦などでの日本の勝利を経て、米国大統領の仲介でポーツマス条約が結ばれ日本の満洲と大韓帝国の権益が確保された。しかし、賠償金が得られずそれを不服とした日本の民衆が日比谷焼打事件を起こした。日本はロシア帝国との協商も続けつつ、1906年、関東都督府を旅順に設置、南満洲鉄道株式会社も同年に設立して「満洲経営」の基盤を固め、「満蒙特殊権益」論を展開していく。そして1910年には大韓帝国を正式に日本と併合した。これを以って、大日本帝国が名実ともに国際的に認知されることになった。一方、日本国内では、立憲政友会の結成などで尾崎行雄・犬養毅らが登場すると、護憲運動が始まって「憲政の常道」が慣習化していく。

## 中華民国統治時代

### 二十一か条の要求とワシントン体制

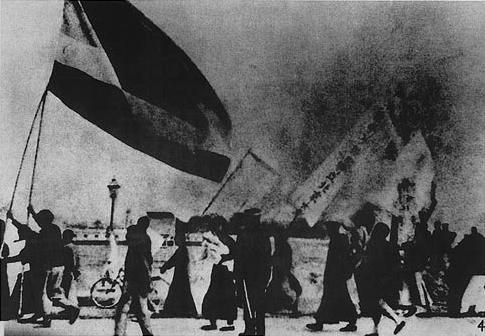
デモ行進をしてヴェルサイユ条約の署名に反対する北京大学の学生

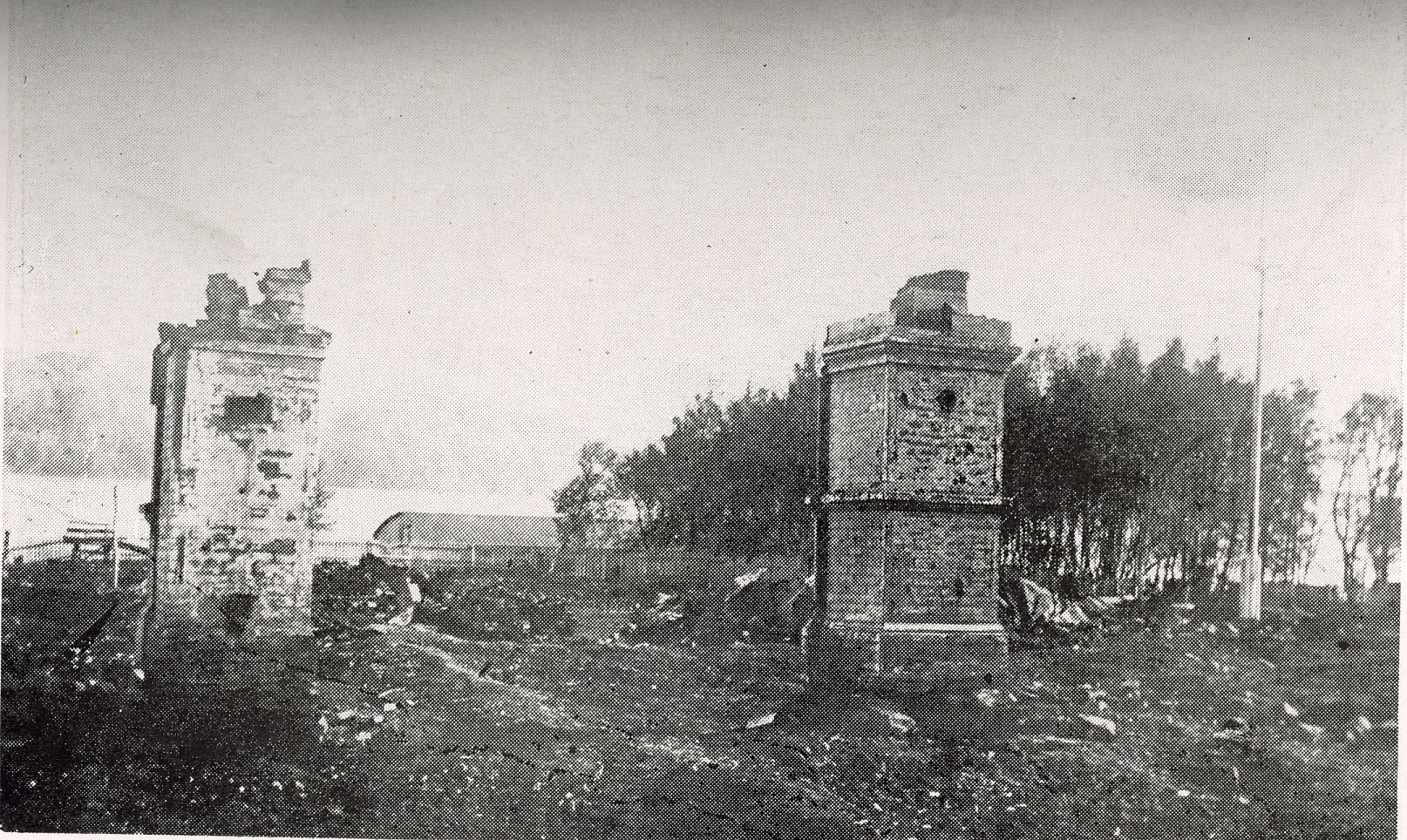
赤軍の中国軍から提供された重火器による攻撃で燃え落ちた日本領事館（尼港事件）

1911年、中国大陸では三民主義を唱える孫文らによる辛亥革命が起こり、翌年の1912年には中華民国臨時政府が南京で成立した。宣統帝の退位交渉をすることと引き換えに袁世凱に臨時大総統の地位を与えると、首都が北京に移り、1915年には一時的に帝政が復活することになる。その頃になると上海・広州・天津・漢口などの都市が発展し、東亜同文会が東亜同文書院などを開設するなどした。「近代文明」を受容する目的で多くの中国人が日本へ留学するようになると、孫文と宮崎滔天、頭山満・魯迅と藤野厳九郎の交流などが生まれた。しかし、帰国した魯迅の影響を受けた胡適らによってブルジョワ文学革命が起こり、パトリオティズムが高揚しつつあった。
1915年、大隈内閣は山東半島におけるドイツの利権を継承することなどを盛り込んだ対華21ヶ条要求を袁世凱に提示した。この要求と引き換えに袁世凱は日本による中華帝国の承認を求めたとされている。これを契機として、反袁勢力が立ち上がり、1902年に結ばれた日英同盟を理由に連合国側に立ってドイツ帝国に宣戦布告していた日本を排撃する傾向が次第に生まれていく。そこで中華民国は連合国側に立って第一次世界大戦に参戦し、日本の影響力の排除を試みようとした。しかし、1919年に行われたパリ講和会議で決まったヴェルサイユ条約は日本の山東省のおける利権の継承を認めたため、北京の大学生らが条約調印反対運動を起こした。それが全国に波及して五四運動といわれる反帝国主義運動に発展した。
北京政府打倒を目指していた孫文は1919年に広州で中国国民党を決起して、張作霖ら満洲を割拠している北洋軍閥の征伐と反帝国主義運動に取り掛かることになる。1920年、中国艦隊は尼港事件で赤軍と戦闘中の日本軍兵営を砲撃する。一方、ロシア革命により成立したソビエト連邦の傘下にあったコミンテルンの革命援助によって陳独秀らは1921年に上海で中国共産党を結成する。コミンテルンの後ろ盾もあり、1924年に国民党は第一次国共合作で共産党を迎え入れ、外資系の工場でのストライキを通して反帝国主義運動を全国へ波及させ、孫文は神戸を訪れて大アジア主義講演も行った。国民党は広東省の広州で国民政府を立ち上げて、孫文が病死するという不幸を乗り越えて、1926年に北伐を開始する。国民革命軍は蔣介石に率いられて広東省から出発し破竹の勢いで南京・上海を占拠するが、南京事件、漢口事件などにより日本人を始めとする外国領事館、居留民への攻撃が行われたため、国民党右派の蔣介石は上海クーデターを起こしてプロレタリアート的な共産党員の抑圧を図り、第一次国共合作は崩壊した。
当時の国際情勢は、世界の覇権国がイギリスからアメリカに変わりつつあり、アメリカのウッドロウ・ウィルソンが十四か条の平和原則を示して国際連盟が設立されるヴェルサイユ体制下にあった。日本は常任理事国として国際連盟に設立と同時に加盟した。1922年にはアメリカが海軍軍縮・太平洋の平和・中国問題に関するワシントン会議を主催して、石井・ランシング協定の破棄で日本陸軍の山東省からの完全撤退や中国の門戸開放と領土保全が保障され、ここに日本の大陸侵攻を封じ込めるワシントン体制が確立した。それと連動して幣原喜重郎が対米協調外交を展開していた。日本国内では大戦景気を背景に吉野作造が民本主義を唱えて大正デモクラシーの時期が到来、1917年のロシア革命を受けたシベリア出兵によって米騒動が起きたりもしたが、平民宰相といわれた原敬の登場で本格的な政党内閣制度が確立した。第一次世界大戦後の恐慌・関東大震災による恐慌・護憲運動を経て1925年に普通選挙法が成立したが、同時に治安維持法も制定されるという時代であった。

### 山東出兵と満洲事変

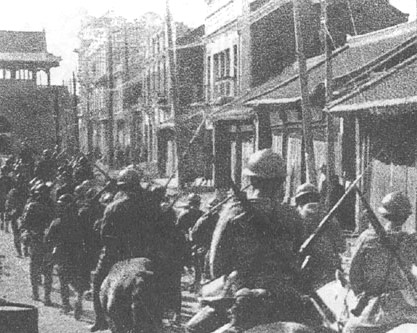
満洲事変で瀋陽に入る日本の軍隊

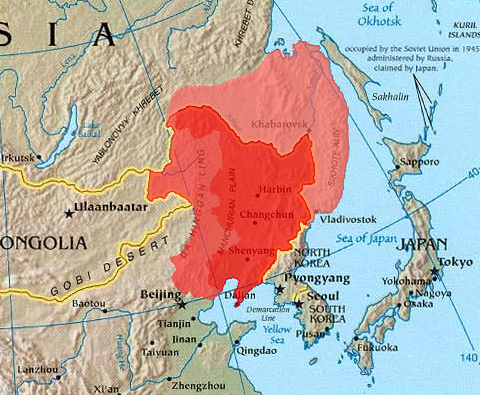
中国東北三省（濃い赤）、東四盟+旧熱河省の一部（赤）、外満洲（薄い赤）

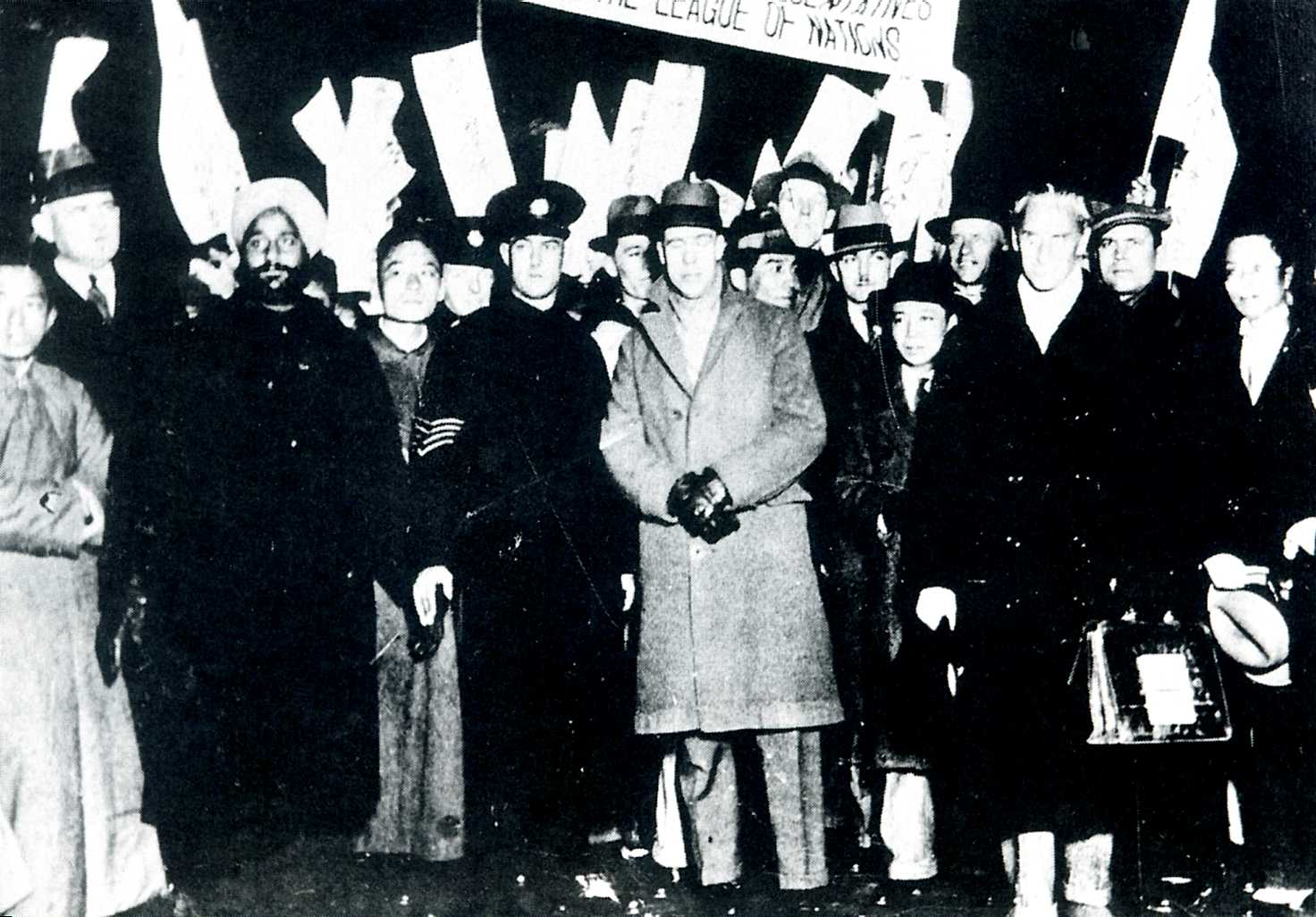
上海に到着したリットン調査団 (写真中央が団長のヴィクター・ブルワー＝リットン)

金融恐慌・昭和恐慌のあおりで慢性的な恐慌に喘いでいた日本では、「満蒙は日本の生命線」などの意見が盛んになっていた。日本の外交路線も幣原喜重郎の対米協調路線から田中義一の強硬路線へ転換されるようになる。1926年には中華民国四川軍によって日本・イギリスの船舶が攻撃される万県事件が起き、イギリス軍は中国兵と戦闘を行ったが日本は抗議を行うにとどめ武力は行使しなかった。東方会議の方針によって満鉄付属地の守備隊として旅順に駐留していた日本の関東軍は居留邦人保護のため3回の山東出兵を行い、北洋軍閥の奉天派であった張作霖を抱き込む事態に進展した。国民革命軍は北伐を再開したが1928年に済南事件が起ったため、山東を回避して北京を目指した。北京政府が陥落し、張作霖の脱走行為を見限った関東軍は奉天で張作霖を爆死させる事件を起こした。この「満洲某重大事件」の責任問題を巡って田中義一内閣は昭和天皇の不信を買って総辞職、幣原外交が再開されたがロンドン海軍軍縮条約の批准を巡って軍部の台頭が一段と顕著になっていく。張作霖の後を継いだ息子の張学良が日本への恨みなどから国民革命軍に合流したため北伐は完了し、国民党による南京国民政府が中国大陸を一応統一したものの新たな軍閥グループが複数内在する脆弱なものであり、主席に就任した蔣介石は直ちに軍閥の弱体化に取り掛かった。一方、中国共産党は農村部を中心に基盤を固め毛沢東を筆頭に、瑞金で中華ソビエト共和国の樹立にこぎつけていた。
1931年、若槻内閣の不拡大方針を無視した満洲事変が勃発した。1932年の日満議定書によって中国東北部に日本の支援のもと溥儀が「満洲国」を建国した。米英は不戦条約を抵当に反発を強め、国際連盟は中華民国側の提訴を受けてリットン調査団を満洲に派遣、その報告を踏まえた上で「満洲国建国は満洲族の自発的な民族自決運動である」とする日本側の見解に反するものが多数を占めた。だが、撤兵勧告を不服とした松岡洋右がその場を退場、日本も連盟の脱退を通告した。 滝川事件・天皇機関説事件に対して国体明徴運動が発生すると日本政府は1935年に国体明徴声明を発表、陸軍皇道派の青年将校による二・二六事件が発生した。首謀者の北一輝らは死刑になり、統制派が主導権を握るようになった。こうしてワシントン体制が崩壊していった。

### 中国における抗日運動の高まり
満洲事変以後、反日感情の高まりが目立ちはじめ、中国国内で日本人に対する抗日事件が多発した。一方、実質的に中国の大部分を掌握していた蔣介石は抗日に関しては日本との対話を望みつつ米ソの協力を期待するという消極姿勢であった。
当時の中国大陸は蔣介石による北伐のため国内が統一されたかにみられたが、実際には軍閥や共産勢力の存在によって依然として不安定な状況が続いており、分裂国家に後戻りする危険性をはらんでいた。このような状況下で国内の革命軍兵士をはじめ、民衆すべてを統制することは出来ず、彼らが反欧州・反日感情に駆られて起こす運動や事件は対外関係に悪影響を及ぼしたが、これは流言蜚語が飛び、正しい情報が伝わりにくいという中国大陸の風土も関係していた。
蔣介石は反共封じ込めにこだわり、国共内戦を続行した。そのため、共産党は長征を強いられ延安へ西遷して八・一宣言を行い、その中で内戦の即時停戦と抗日民族統一戦線の結成を訴える。上海では日本人水兵射殺事件が起きた。そして、その翌年の1936年には成都事件、北海事件、漢口邦人巡査射殺事件、日本人水兵狙撃事件などの反日テロ事件が続発し、同年、張学良が蔣介石を幽閉して周恩来らと共に国共合作を承諾させる西安事件が起きた。この事件をきっかけに、コミンテルンが仲介役として国民党と共産党の間で第二次国共合作が実現、抗日民族統一戦線が形成される。蔣介石が日本と対決する姿勢をとるようになったことで、一層抗日的姿勢が強化されることとなった。

### 日中戦争から日米戦争への移行

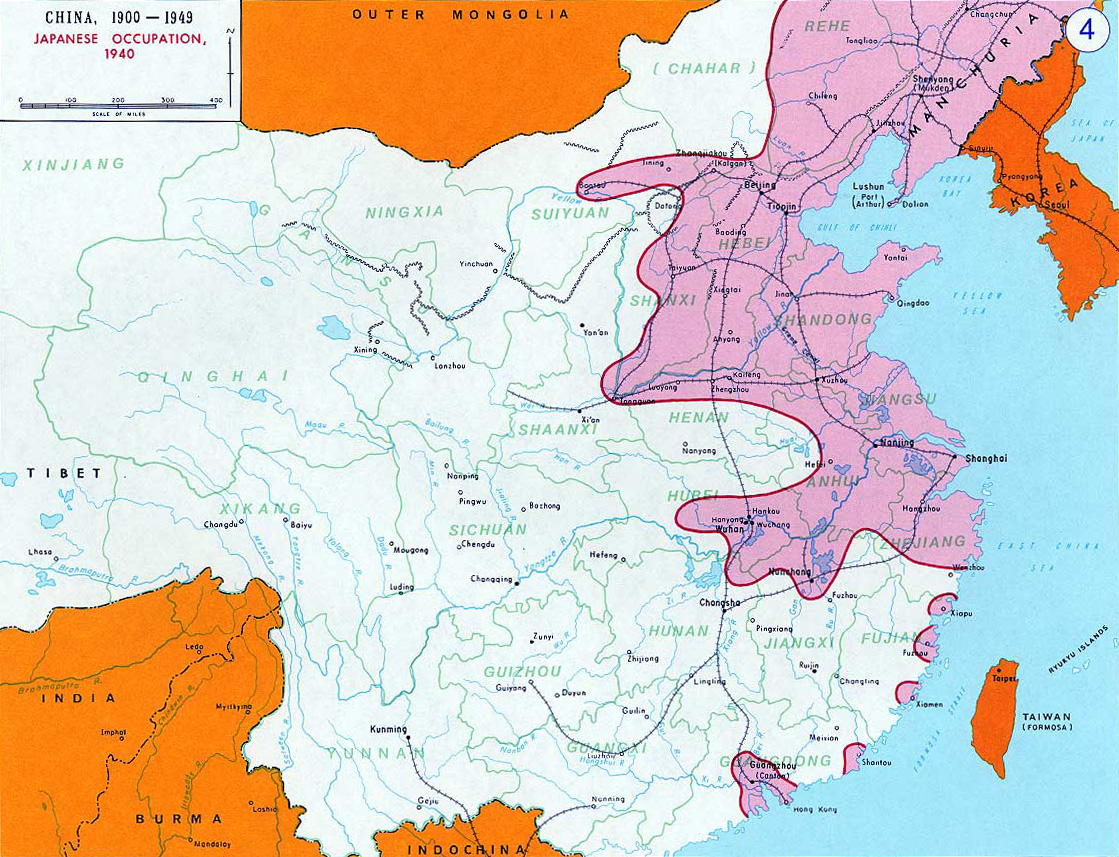
1940年頃の中国大陸における日本の勢力圏

1937年、盧溝橋事件をきっかけに日中戦争が勃発するもののいったん停戦協定が結ばれたが、それでも廊坊事件、広安門事件、通州事件などの中国の挑発行為は幾度も起きた。抗日思想を背景とした中国軍側による好戦的な戦闘活動が起き、日本政府は当初華北での限定作戦を意図して戦闘の不拡大方針を取るが、8月9日に上海で大山中尉殺害事件が発生し、13日には中国軍の攻撃によって第二次上海事変が勃発。これを口実とした日本軍部の対支一撃論派の圧力と中国空軍の攻勢によって、日本政府は不拡大方針を第2次上海事変以降に覆されることとなった。日本軍はナチスドイツのファルケンハウゼンによる戦略に苦戦しながらも、中国軍が周到に用意していた要塞線ゼークト・ライン(チャイニーズヒンデンブルクライン)を突破し、国民政府の首都が置かれていた南京を制圧することに成功した。当時の日本の大衆の多くは長引く不況と南京暴動や通州事件など、積もり積もった中国での抗日事件や反日運動に対する怒りから支那事変（当時の呼称）を支持しており、日本軍の攻撃は腐った支那人に対する正義の戦いだ、と捉えていた（支那軍膺懲）。翌1938年、首都南京陥落後も徹底抗戦を主張する蔣介石に対し近衛文麿は、日本政府が提示する講和条件を受け入れれば停戦の即時受け入れとこれまで日本が結んできた不平等条約を無効化することを約束、一方で否定すれば中国大陸での交渉対象（蔣政権を正式な交渉相手として認めない）から外すことを言明した。だが、首都南京を陥落させれば蔣介石は屈するとの日本の意図は打ち砕かされ、その後も蔣介石は徹底抗戦を主張した。これを受けて近衛文麿は「国民政府を対手とせず」との声明を発表し対話の選択肢を放棄した。続いて国家総動員法を成立させ大日本帝国・満洲・支那による東亜新秩序を主張した。
国民政府は長江を遡って漢口から重慶へと政府機能を移転して抗日を続けた。漢口から先の奥地へはまともな道路が存在せず日本陸軍はそれ以上の追撃は困難と判断し、広州へ向けてさらに南下する。一方で、国民政府和平派の代表格である汪兆銘を首班とする南京国民党政府が樹立されると日本は、これを中国の政権として承認することで事変の終結を目指した。
一方で、日中間の戦争をなんとか治めようと、近衛文麿首相や皇族の東久邇宮稔彦王が、蔣介石と親密な関係にあった頭山満に度々働きかけ、和平交渉を試みようとしたが、その時ゝの要人（湯浅倉平や木戸幸一内大臣、東條英機首相）の反対によって実現に至らなかった。
また近衛内閣はドイツやイタリアと共に三国防共協定・三国同盟を結び、さらに大政翼賛会の結成で既成政党を無効とした。
こうした情勢の中、日本の中国進出を警戒するアメリカなどの国は援蔣ルートを用意して蔣介石を支援した。アジア進出に出遅れたアメリカは、門戸開放政策からも分かるようにアジア・太平洋へ介入する機会をうかがっていた。アメリカは日露戦争後、満洲鉄道の経営を通じ中国大陸に進出しようと試みたが失敗。第一次世界大戦で日本がアジア・太平洋地域で権益を拡大するとこれに反感を持ったアメリカは、石井・ランシング協定を結び日本の満洲、蒙古での特殊権益を認める代わりに、それ以上の権益拡大を封じようとした。
その後、日本による満洲事変・支那事変を端に発した大陸進出（勢力拡大）に対して欧米は深い脅威を覚え、いずれ日本が石油などの天然資源を求めて米領フィリピンなど、欧米が東南アジアに持つ利権を脅かす存在となるのではないかと懸念した（「南進論」）。また同時に日本の勢力拡大が独立運動が高まってきていたインドをはじめとする植民地に影響を及ぼすことに対しても警戒した。1941年に日本はソ連と不可侵条約を結んだ後フランス政府（ヴィシー・フランス）との合意に基づいて仏印進駐を行い、本格的に南進を実行していく。そこでアメリカは日本に対して経済制裁を課し、イギリス連邦やオランダとも歩調をあわせた。御前会議を経て、近衛内閣は日米交渉をまとめられず総辞職した。
東條内閣はアメリカが提示したハル・ノートを事実上の最後通牒と判断し拒否、マレー作戦・真珠湾攻撃を行い宣戦の詔書を発表し米英との開戦に踏み切った。 国民学校における「皇民化」教育が始まるのもこの頃である。日本海軍はミッドウェー海戦で大敗を喫し、その後の太平洋戦争（大東亜戦争）の戦況は一向に好転しなかったが、大東亜会議において大東亜宣言を採択、大東亜共栄圏の構築を世界に示した。兵力を補うために学徒出陣も始まり、アメリカ軍によるサイパン島の陥落でB-29による日本本土空襲が始まると、東條内閣はこの責任を取って総辞職、都市部の学童らは集団で疎開を強いられることになった。
こうして日本は中国のみならずアメリカ・イギリス・オランダを敵とせざるを得なくなった。これを契機に蔣介石は共産党排撃の動きを強めたため、第二次国共合作は実質的に崩壊していった。共産党は国民党と交戦しつつ国土の大部分を占める農村部で反日運動を広め、八路軍を組織して抗日ゲリラ戦を同時に展開した。こうして中国戦線も長期化することになり、戦局は泥沼と化していった。
第二次世界大戦の戦後処理問題は、米英中ソの連合国間でカイロ宣言・ヤルタ協定・ポツダム宣言を通して大枠合意がなされていた。枢軸国の日本は日本への原子爆弾投下とソ連の参戦を受けてポツダム宣言を受諾、降伏文書に署名した。戦後、多くの日本人が抑留され、国民政府軍、共産党軍双方に徴用された。満洲では国民政府軍に協力した日本人が虐殺される通化事件のような事件が起きたり、東北民主連軍航空学校を設立し、中国共産党軍航空隊の設立に寄与した。

## 現代

### 日華条約から日華断交

日本国との平和条約に署名する吉田茂首席全権と全権委員

1941年の太平洋戦争の開始直後から中国大陸では国共内戦が本格的に再開されたが、最終的に中国共産党傘下の人民解放軍が勝利し、1949年10月に毛沢東が中華人民共和国の建国を宣言した。一方、蔣介石率いる中国国民党は台湾に政府を移した。朝鮮戦争により険悪化した米中関係の影響で、日本国政府は1951年の対日講和に際して中華民国との平和条約を決断し（吉田書簡の項を参照）、日中戦争の終結が決まり日本に対する戦争賠償の請求も放棄された。米国の介入もあり、中台両岸関係は台湾海峡を挟んで軍事的に緊張した状態が続くことになる。日本の政治は自由民主党と日本社会党による55年体制によって保守化していく。1956年、フルシチョフの対米平和共存路線で中ソ対立が沸き起こる。大躍進政策に失敗した毛沢東は失脚して、実権派の劉少奇に権力が委譲された中共とは政経分離の積み上げ方式で経済交流が行われることになったが、1958年の長崎国旗事件で一時的に交流が断絶した。
1960年の友好商社に限った貿易と、1962年に廖承志と高碕達之助の間で取り交わされたLT貿易により中国との非公式な交流が再開されるが、1964年、中国は核実験を成功させて、1966年に文化大革命が始まると、安保闘争・沖縄返還など本土復帰に絡んで日中両国は険悪な仲となった。劉少奇の失脚と林彪事件を切り抜けた毛沢東は復権を果たす。1971年にアルバニア決議によって国連の中国代表権が中華民国から中華人民共和国に移行、ニクソン訪中の電撃発表で米中和解が明るみに出ると、佐藤内閣は中国との国交正常化を目指す意向を表明 して水面下で中国と交渉を行った。

### 日中国交正常化から改革開放
公明党の竹入義勝による訪中を経て、1972年9月、周恩来総理（当時）の招待で、田中角栄が日本の総理大臣として初めて中国を訪問し、歴史的な日中首脳会談が実現した。両首脳は数日の協議の末日中共同声明を発表した。これを以って「中国」との「不正常な状態」が終結、日中友好のために日本に対する戦争賠償の請求は放棄され、「一つの中国」を十分理解・尊重、日華条約も同時に無効となった。日中国交正常化後、両国は声明の中で示された日中条約締結へ向けて動き出すことになるが、反ソ連を想定した「反覇権条項」を巡って交渉は難航、また1976年に毛沢東・周恩来が相次いで死去し、華国鋒への権力引き継ぎや文革を推進した「四人組」の逮捕で中国の内政は揺れていた。しかし、福田赳夫内閣の時に日中平和友好条約が結ばれ、1978年10月に中国の鄧小平副総理（当時）が批准書を携えて来日して中国の指導者では史上初めて昭和天皇と会見した。
1980年に中国の首相として初めて国賓として華国鋒が訪日した。華国鋒の失脚で鄧小平が実権を掌握すると、中国を現代化するための「四つの基本原則」を打ち出して改革開放路線への「大転換」を行う。日本政府はこれを高く評価し、政府開発援助の名目で中国に大規模な円借款を行って中国経済に大きく貢献した。特に胡耀邦と中曽根康弘首相は個人的にも親睦を深め、円高や沿海部の経済特区指定も重なって日本の対中直接投資は本格化し、1980年代の日中両国は相互補完的な「蜜月期」を迎えるが、その一方で歴史教科書の記述を巡る問題や靖国神社公式参拝の問題が沸き起こる。台湾との関連では、光華寮訴訟や尖閣諸島問題が起きる。

### 天安門事件から「戦略的互恵関係」へ

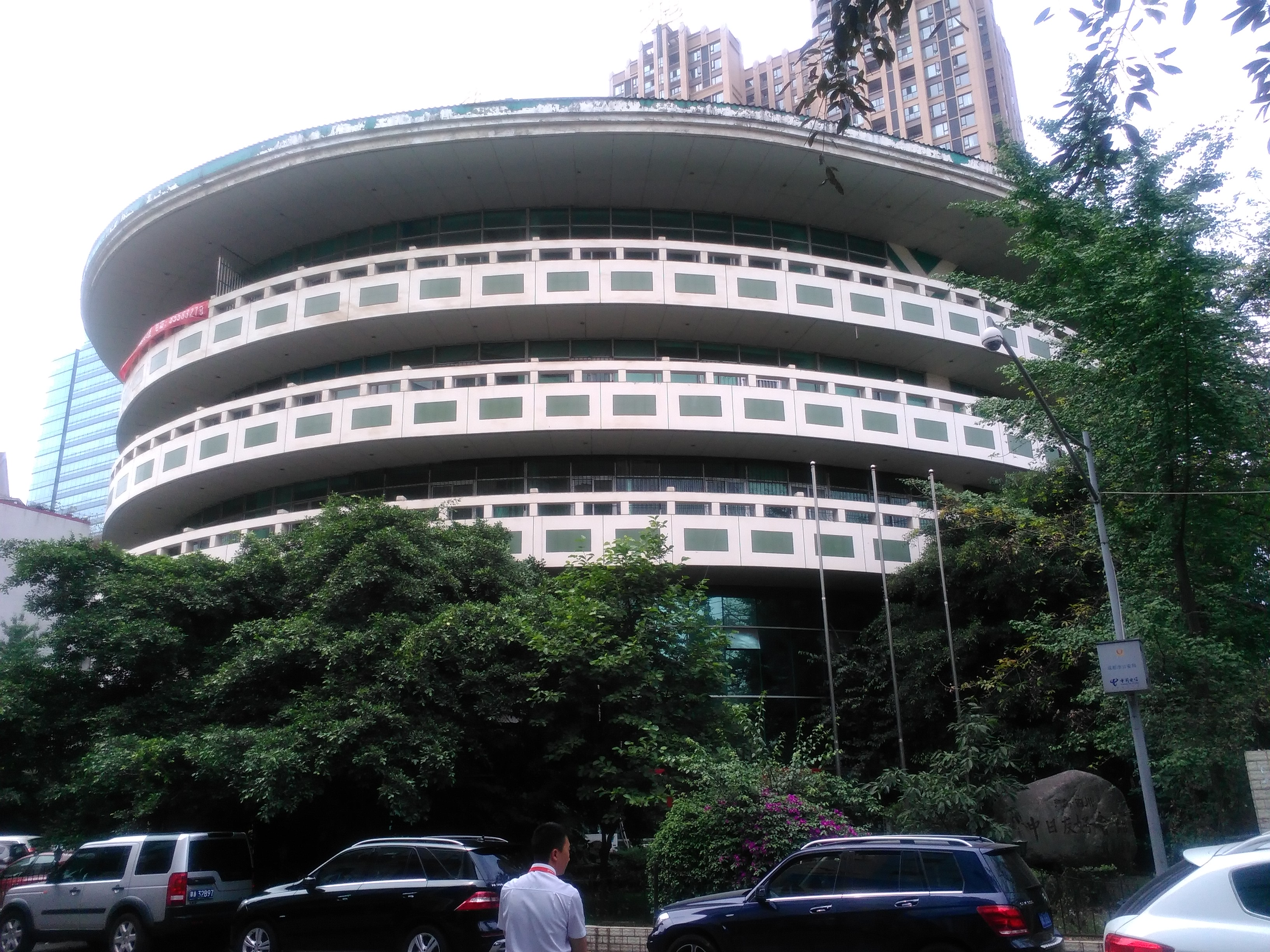
広島・四川中日友好会館 - 成都市武侯区

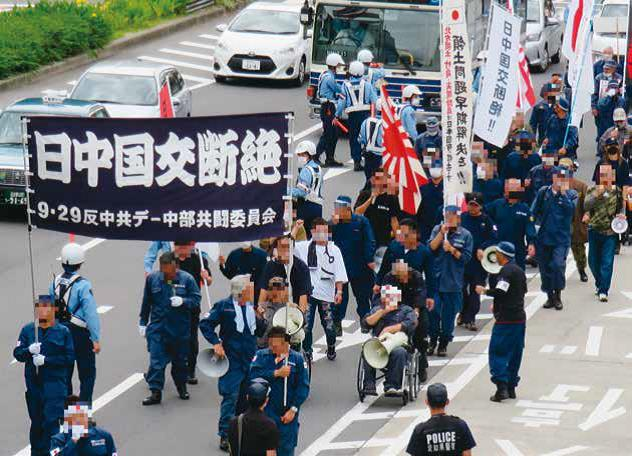
愛知県での右翼団体による反中デモ（2022年）

中国の北京で六四天安門事件による戒厳令が解かれ、日本も平成時代を迎えると天皇・皇后が日中国交樹立20周年の1992年に歴代天皇初の中国行幸啓を行った。終戦50周年の1995年の8月には村山内閣総理大臣談話「戦後50周年の終戦記念日にあたって」が発表された。1996年、台湾では初の中華民国総統直接選挙が実施され本省人の李登輝が有力候補になると再び台湾海峡危機が懸念され、「台湾有事」も想定した 日米防衛協力のための指針 の策定を巡って日中関係がこじれたりもした。日中条約20周年を機に、江沢民総書記（国家主席）（当時）が1998年11月に中国の国家元首として初めて日本を公式訪問し、日中共同宣言が発表された。また、歴史認識を巡る問題が大きくクローズアップされ、反中や嫌中といった現象の再発と伴って中国の急速な経済発展が中国脅威論を喚起させることになった。
小泉内閣の時には再び靖国神社参拝問題などを巡って日中政治関係は険悪化して「政冷経熱」の時期を迎える。その一方で、愛国主義教育への反動として対日新思考を主張する動きが中国側で見られたが、 2005年には大規模な反日デモが発生して新たなナショナリズムが芽生えている。日本は常任理事国改革で常任理事国入りを目指しているが、中国は同じBRICSのインドの常任理事国入りには賛成しているのに対して日本に対しては拒否権を発動し、親中化したアフリカ連合諸国も反対の姿勢を見せた。
しかし、小泉の後任に就いた安倍晋三首相は初外遊先に中国を選んで大歓迎され、「第4の外交文書」として戦略的互恵関係を謳った共同プレスを発表して日中両国は関係改善し、中国の温家宝首相も訪日した。また、胡錦濤総書記（国家主席）が来日し、福田康夫首相とともに「戦略的互恵関係の包括的推進に関する日中共同声明」を発表した。同年の北京オリンピックの開会式には福田首相だけでなく、かつて日中国交正常化に反対する青嵐会を結成して反中・嫌中の代表格ともされた石原慎太郎東京都知事も出席してヨーロッパに対抗した日中協力を呼びかけた。2009年には麻生太郎首相はリーマン・ショックが発生した世界金融危機を受け、「日中韓の経済はドイツ・イギリス・フランスの合計も上回る」として中韓との経済協力強化を打ち出し、日中韓首脳会談を日本で開催した。2010年の上海万国博覧会では復元された遣唐使船がかつての遣唐使と同一の航路で大阪港から上海に入港するまで関係は友好的であった。
自民党から民主党に政権交代し、2011年の野田内閣発足後は尖閣諸島問題が再燃して関係は一気に冷え込んだ。中国と日本は小さくない貿易相手国同士であり、経済的には密接に結びついていることに変わりはないものの、お互いの国民感情の面などからも政治的な日中関係は過去最悪の状態となり、2014年9月9日に公表された、特定非営利活動法人言論NPOと、中国国営の中国日報社が共同で行った世論調査では、中国の印象を「良くない」「どちらかといえば良くない」と答えた日本人は93%に上り、日本の印象を「良くない」「どちらかといえば良くない」と答えた中国人は86.8%であった。チャイナプラスワンとしてASEAN等への投資も増えている。折しも、長年進めてきた中国の軍備増強が一定水準に達したこともあり、中国側も日本に対しては強い態度で臨むことが増え、摩擦が拡大した。
2012年に民主党から政権を奪還した自民党の第2次安倍内閣は第1次安倍内閣と同様に戦略的互恵関係を日中関係の基礎と位置付けて関係改善を図りつつ、尖閣諸島を「核心的利益」とする中国に対して領土問題で妥協しない姿勢を保って日中双方が時に牽制しあった。
しかし、アメリカ合衆国で日中の対米貿易黒字を問題視するドナルド・トランプ政権が誕生した2017年から日米貿易摩擦の再燃と米中貿易戦争が起きたことにより日中は歩み寄りを見せ始め、2018年5月には習近平総書記兼国家主席と史上初の電話会談を行い、日中韓首脳会談に出席するために中国首相（国務院総理）では8年ぶりに訪日した李克強総理と安倍首相は東シナ海ガス田問題の共同開発で合意した2008年から交渉されてきた日中防衛当局間のホットライン「海空連絡メカニズム」の運用開始で一致し、他にも複数の合意文書を交わして同時に訪れた韓国の文在寅大統領との対応の差が目立ち、その歓待ぶりから「政熱経熱」とも評され、同年10月には日本の首相では7年ぶりに単独訪中した安倍首相への中国の厚遇が報じられ、安倍首相は「競争から協調へ」「お互いパートナーとして脅威にならない」「自由で公正な貿易体制の発展」の日中新時代3原則を打ち出して中国の習近平総書記や李克強首相と様々な日中協力で合意した。2019年10月には中国人民解放軍の軍艦が横須賀に親善入港し、8年ぶりかつ日本近海では初の共同訓練を自衛隊と行った。2020年4月には習近平主席（総書記）が国賓として日本を訪問する予定であったが、こちらはCOVID-19対応のため延期されている。

## 経済的関係
日系企業の海外拠点数は中国である、日本の最大の貿易相手国は中国であると密接な関係にある。
2022年に発効したRCEPは共に加盟国であり日中間で初めての経済連携協定である。

### 日中貿易
2007年日中貿易の総額は 278,745億円となりそれまで最大の貿易額であった日米貿易を上回り中国は日本にとって最大の貿易相手国となった。
2020年の貿易総額は325,898億円であった。

## 日中間の主な友好都市
| 日本     | 中華人民共和国 |
| -------- | -------------- |
| 北海道   | 黒龍江省       |
| 青森県   | 大連市         |
| 宮城県   | 吉林省         |
| 秋田県   | 甘粛省         |
| 秋田県   | 大連市         |
| 山形県   | 黒龍江省       |
| 栃木県   | 浙江省         |
| 埼玉県   | 山西省         |
| 東京都   | 北京市         |
| 神奈川県 | 遼寧省         |
| 新潟県   | 黒龍江省       |
| 富山県   | 遼寧省         |
| 石川県   | 江蘇省         |
| 福井県   | 浙江省         |
| 山梨県   | 四川省         |
| 長野県   | 河北省         |
| 岐阜県   | 江西省         |
| 静岡県   | 浙江省         |
| 愛知県   | 江蘇省         |
| 愛知県   | 広東省         |
| 三重県   | 河南省         |
| 滋賀県   | 湖南省         |
| 京都府   | 陝西省         |
| 大阪府   | 上海市         |
| 兵庫県   | 広東省         |
| 兵庫県   | 海南省         |
| 奈良県   | 陝西省         |
| 和歌山県 | 山東省         |
| 和歌山県 | 四川省         |
| 鳥取県   | 吉林省         |
| 鳥取県   | 河北省         |
| 島根県   | 吉林省         |
| 島根県   | 寧夏回族自治区 |
| 岡山県   | 江西省         |
| 広島県   | 四川省         |
| 山口県   | 山東省         |
| 徳島県   | 湖南省         |
| 香川県   | 陝西省         |
| 愛媛県   | 陝西省         |
| 愛媛県   | 大連市         |
| 愛媛県   | 遼寧省         |
| 高知県   | 安徽省         |
| 福岡県   | 江蘇省         |
| 長崎県   | 湖北省         |
| 長崎県   | 福建省         |
| 熊本県   | 広西壮族自治区 |
| 沖縄県   | 福建省         |

## 近年の年表
- 2004年
  - 1月15日 中国民間保釣連合会（英語版）などの抗議船が尖閣諸島（中国語名＝釣魚島）近海に石碑20個を投げ入れ。
  - 1月29日 中華民国宜蘭県政府が釣魚島を土地台帳に登記。
  - 2月28日 台湾の二・二八事件57周年。李登輝前総統の呼びかけで独立派が中国のミサイル配備に「人間の鎖」。
  - 3月20日 中華民国総統選挙で民進党の陳水扁が総統に再選。公民投票）は投票率が50%を超えず無効。
  - 3月24日 7人の中国人活動家が釣魚島に上陸、出入国管理法違反容疑で逮捕。
  - 5月20日 陳水扁「中華民国第11代総統」就任式で、新憲法づくりを目指すことを表明。
  - 7月7日 日本が東シナ海で海底資源調査を開始。中国外交部の王毅副部長が阿南惟茂駐中国日本国大使に抗議。
  - 8月7日 北京サッカー・アジアカップ決勝戦で反日暴動。日本公使の車両に被害。
  - 9月10日 王毅駐日中国大使が日本に着任。
  - 10月25日 東シナ海ガス田問題に関する初の日中局長級協議。日本側は地下構造のデータ提供を要求するも、中国側は応じず。
  - 11月10日 沖縄県宮古島周辺で中国潜水艦が日本領海を侵犯。日本政府は海上警備行動を発令。
  - 12月16日 中国外交部、王毅大使が日本政府の李登輝中華民国前総統の訪日容認に対して抗議。
  - 12月17日 李登輝前総統が訪日査証を申請。
    - 全国人民代表大会常務委員会、「反国家分裂法」初審議。

  - 12月27日 台湾の李登輝前総統が「観光旅行」で日本入り。
    - 全人代常務委、「反国家分裂法」採択。05年3月の第10期全人代に上程へ。
- 2005年
  - 2月11日 中華民国政府、尖閣諸島問題の平和的解決呼びかけ。
  - 3月28日 連戦中国国民党首席率いる中華民国代表団が56年ぶりに大陸を訪問、中国共産党とも会談し、「経済協力強化」確認。
  - 4月 北京や上海で反日デモ。日本大使館や日本料理店などに投石被害。
  - 5月23日 訪日中の呉儀副総理が小泉純一郎総理との会談をキャンセルして帰国。
- 2006年
  - 9月13日 陳水扁総統、国際社会に対して「台湾」名義での国連加盟を強調。
  - 10月8日 安倍晋三総理が訪中、胡錦濤国家主席（総書記）、温家宝総理（首相）と会談、日中共同プレスを発表。
- 2007年
  - 1月5日 台湾高速鉄道開業。
  - 3月16日 全人代、物権法を採択して私有財産を保証。
  - 4月11日 温家宝総理が訪日、安倍総理と会談、日中共同プレス発表で「戦略的互恵関係」具体化を強調。
  - 10月22日 「第5世代」と言われる習近平・李克強がそれぞれ共産党政治局常務委員（最高指導部）に就く。
  - 12月1日　北京で第一回日中ハイレベル経済対話が開催。
  - 12月27日　福田康夫総理、訪中。
- 2008年
  - 1月30日 中国製冷凍餃子中毒事件　
  - 3月10日 チベット騒乱
  - 3月18日 中華民国総統選で国民党の馬英九が勝利。
  - 4月 北京オリンピックの聖火リレーが長野で行われる
  - 5月8日 胡錦濤主席が訪日し、福田総理と会談。「戦略的互恵関係」の包括的推進に関する日中共同声明を採択した。
  - 7月　G8出席のため、胡錦濤主席が訪日。
  - 8月 北京オリンピックを機に福田康夫総理が訪中、胡錦濤主席、温家宝総理と会談。
  - 9月24日 台湾の李登輝元総統が「観光旅行」で沖縄入り。
  - 10月　ASEM出席のため、麻生太郎総理が訪中。
  - 11月23日 日中刑事共助条約発効。
  - 12月13日　九州国立博物館で初の単独開催となる日中韓首脳会議（「第1回日中韓サミット」）が開催。
- 2010年
  - 5月30日 温家宝総理が、韓国訪問後に再来日。鳩山由紀夫総理と両国の「戦略的互恵関係」について会談が行われたが、「中日食品安全推進イニシアチブ」に調印した他、実質的な関係改善はみられなかった。また、来日抗議運動も起きた。
  - 9月7日 尖閣諸島中国漁船衝突事件が発生。中国の内陸部を中心に反日デモが起きるなど、関係改善に影響を与えた。
- 2012年
  - 9月11日 日本政府（野田内閣）が尖閣諸島3島を国有化。
  - 9月頃 2012年の中国における反日活動が中華人民共和国各地で発生し、多数の日系企業が被害を受ける。
- 2014年
  - 5月17日 日中韓投資協定発効。
- 2019年
  - 2月14日 日中海上捜索救助協定発効[89]。
  - 3月末 対中ODAの新規採択を終了[90]。
  - 9月1日 日・中社会保障協定の効力発生[91]。
- 2022年
  - 1月1日 日中間で初めてのFTAとなるRCEPが発効。
  - 3月末 対中国ODAの事業が全て終了する[92]。

## 昭和・平成・令和の天皇・首相と中国最高指導者・首相
| 年     | 月   | 日本の天皇 | 日本の首相 | 中国の最高指導者 | 中国の首相 |
| ------ | ---- | ---------- | ---------- | ---------------- | ---------- |
| 1949年 | 10月 | 昭和天皇   | 吉田茂     | 毛沢東主席       | 周恩来総理 |
| 1954年 | 12月 | 昭和天皇   | 鳩山一郎   | 毛沢東主席       | 周恩来総理 |
| 1956年 | 12月 | 昭和天皇   | 石橋湛山   | 毛沢東主席       | 周恩来総理 |
| 1957年 | 2月  | 昭和天皇   | 岸信介     | 毛沢東主席       | 周恩来総理 |
| 1960年 | 7月  | 昭和天皇   | 池田勇人   | 毛沢東主席       | 周恩来総理 |
| 1964年 | 11月 | 昭和天皇   | 佐藤栄作   | 毛沢東主席       | 周恩来総理 |
| 1972年 | 7月  | 昭和天皇   | 田中角栄   | 毛沢東主席       | 周恩来総理 |
| 1974年 | 12月 | 昭和天皇   | 三木武夫   | 毛沢東主席       | 周恩来総理 |
| 1975年 | 4月  | 昭和天皇   | 三木武夫   | 毛沢東主席       | 周恩来総理 |
| 1976年 | 12月 | 昭和天皇   | 福田赳夫   | 華国鋒主席       | 華国鋒総理 |
| 1978年 | 5月  | 昭和天皇   | 福田赳夫   | 華国鋒主席       | 華国鋒総理 |
| 1978年 | 12月 | 昭和天皇   | 大平正芳   | 華国鋒主席       | 華国鋒総理 |
| 1980年 | 7月  | 昭和天皇   | 鈴木善幸   | 鄧小平主席       | 趙紫陽総理 |
| 1982年 | 11月 | 昭和天皇   | 中曽根康弘 | 鄧小平主席       | 趙紫陽総理 |
| 1987年 | 11月 | 昭和天皇   | 竹下登     | 鄧小平主席       | 趙紫陽総理 |
| 1988年 | 1月  | 昭和天皇   | 竹下登     | 鄧小平主席       | 李鵬総理   |
| 1989年 | 1月  | 明仁       | 竹下登     | 鄧小平主席       | 李鵬総理   |
| 1989年 | 6月  | 明仁       | 宇野宗佑   | 鄧小平主席       | 李鵬総理   |
| 1989年 | 8月  | 明仁       | 海部俊樹   | 鄧小平主席       | 李鵬総理   |
| 1991年 | 11月 | 明仁       | 宮澤喜一   | 江沢民総書記     | 李鵬総理   |
| 1993年 | 8月  | 明仁       | 細川護熙   | 江沢民総書記     | 李鵬総理   |
| 1994年 | 4月  | 明仁       | 羽田孜     | 江沢民総書記     | 李鵬総理   |
| 1994年 | 6月  | 明仁       | 村山富市   | 江沢民総書記     | 李鵬総理   |
| 1996年 | 1月  | 明仁       | 橋本龍太郎 | 江沢民総書記     | 李鵬総理   |
| 1998年 | 7月  | 明仁       | 小渕恵三   | 江沢民総書記     | 朱鎔基総理 |
| 2000年 | 4月  | 明仁       | 森喜朗     | 江沢民総書記     | 朱鎔基総理 |
| 2000年 | 5月  | 明仁       | 森喜朗     | 江沢民総書記     | 朱鎔基総理 |
| 2001年 | 4月  | 明仁       | 小泉純一郎 | 江沢民総書記     | 朱鎔基総理 |
| 2006年 | 9月  | 明仁       | 安倍晋三   | 胡錦濤総書記     | 温家宝総理 |
| 2007年 | 9月  | 明仁       | 福田康夫   | 胡錦濤総書記     | 温家宝総理 |
| 2008年 | 5月  | 明仁       | 福田康夫   | 胡錦濤総書記     | 温家宝総理 |
| 2008年 | 9月  | 明仁       | 麻生太郎   | 胡錦濤総書記     | 温家宝総理 |
| 2009年 | 9月  | 明仁       | 鳩山由紀夫 | 胡錦濤総書記     | 温家宝総理 |
| 2010年 | 6月  | 明仁       | 菅直人     | 胡錦濤総書記     | 温家宝総理 |
| 2011年 | 9月  | 明仁       | 野田佳彦   | 胡錦濤総書記     | 温家宝総理 |
| 2012年 | 12月 | 明仁       | 安倍晋三   | 習近平総書記     | 温家宝総理 |
| 2016年 | 5月  | 明仁       | 安倍晋三   | 習近平総書記     | 李克強総理 |
| 2019年 | 5月  | 徳仁       | 安倍晋三   | 習近平総書記     | 李克強総理 |
| 2020年 | 9月  | 徳仁       | 菅義偉     | 習近平総書記     | 李克強総理 |
| 2021年 | 10月 | 徳仁       | 岸田文雄   | 習近平総書記     | 李克強総理 |
| 2023年 | 3月  | 徳仁       | 岸田文雄   | 習近平総書記     | 李強総理   |
| 2024年 | 10月 | 徳仁       | 石破茂     | 習近平総書記     | 李強総理   |